# Marija Sergejewna Schorez
Marija Sergejewna Schorez (russisch Мария Сергеевна Шорец, internationale Umschrift: Mariya Sergeyevna Shorets; * 9. August 1990 in Leningrad) ist eine ehemalige russische Triathletin. Sie ist Aquathlon-Weltmeisterin (2016) und war bis 2017 Mitglied der Nationalmannschaft.

## Werdegang
Am 30. Dezember 2010 wurde zwei Petersburger Triathletinnen, Schorez und Olga Alexejewna Dmitrijewa, der Titel Meister des Sports / Internationale Klasse (Мастер срорта России международного класса) verliehen.
2010 nahm Schorez an der Deutschen Triathlon-Bundesliga teil und ging für Triathlon SC Riederau an den Start.
2011 gehörte Schorez auch, so wie beispielsweise auch die Elite-Legionärinnen Zsófia Kovács, Zsófia Tóth, Aileen Morrison und Non Stanford, dem französischen Elite-Team TOCC (Triathlon Olympique Club Cessonais) an und nimmt an der französischen Clubmeisterschaftsserie Lyonnaise des Eaux teil. Bei den ersten beiden Triathlons in Nizza und Dünkirchen wurde Schorez jedoch noch nicht als eine der fünf Starterinnen nominiert.
Wie auch Natalja Sergejewna Schljachtenko lebt Schorez in Sankt Petersburg, besuchte eine Sport-Eliteschule zur Heranbildung zukünftiger Olympioniken (Государственное образовательное учреждение среднего профессионального образования "Санкт-Петербургское училище олимпийского резерва № 1", г. Санкт-Петербург) und gehört dem Verein Dinamo (Динамо) an. 
Im Juni 2013 wurde sie in den Niederlanden mit der russischen Mannschaft Vizeeuropameisterin Triathlon U23 Mixed Relay.
Im August wurde sie Fünfte bei der Triathlon-Staatsmeisterschaft. Sie startete in der Triathlon-Bundesliga für den Krefelder Kanu Klub.

### Weltmeisterin Aquathlon 2016
Schorez qualifizierte sich für einen Startplatz bei den Olympischen Sommerspielen 2016, sie ging am 20. August in Rio de Janeiro für Russland an den Start und belegte den 25. Rang. Im September wurde sie in Mexiko Aquathlon-Weltmeisterin. Bei ihrem ersten Start auf der Mitteldistanz belegte sie im März 2017 in Taiwan den dritten Rang. Seit 2017 tritt sie nicht mehr international in Erscheinung.

Im März 2018 wurde bei ihr die Erkrankung und Behandlung gegen Leukämie bekannt gegeben und dass nun für sie ein Knochenmarkspender gesucht wird.
| Datum/Jahr    | Rang | Wettbewerb                                          | Austragungsort    | Zeit     | Bemerkung                                                                                             |
| ------------- | ---- | --------------------------------------------------- | ----------------- | -------- | --- |
| 18. Sep. 2016 | 9    | ITU World Championship Series 2016                  | Cozumel           | 02:00:21 | ITU-Weltmeisterschaft, Grand Final                                                                    |
| 20. Aug. 2016 | 25   | Olympische Sommerspiele 2016                        | Rio de Janeiro    | 02:01:33 | |
| 29. Mai 2016  | 2    | ETU Triathlon European Championship Mixed Team      | Lissabon          | 00:17:36 | 4 × Mixed Relay; mit Igor Poljanski, Alexandra Rasarjonowa und Dmitri Poljanski                       |
| 28. Mai 2016  | 8    | ETU Triathlon European Championships                | Lissabon          | 02:05:09 | Europameisterschaft auf der olympischen Kurzdistanz                                                   |
| 18. Sep. 2015 | 44   | ITU World Championship Series 2015                  | Chicago           | 02:02:19 | Grand Final                                                                                           |
| 7. März 2015  | 38   | ITU World Championship Series 2015                  | Abu Dhabi         | 01:01:10 | beim ersten Rennen der Saison auf der Sprintdistanz                                                   |
| 18. Aug. 2013 | 5    | RUS Triathlon National Championships                | Russland          | 02:07:15 | |
| 27. Juni 2013 | 2    | ETU Triathlon European Championship U23 Mixed Relay | Rijssen-Holten    | 01:16:49 | gemischte Staffel mit Wjatscheslaw Igorewitsch Pimenow, Arina Wladimirowna Schulgina und Anton Kozlov |
| 28. Okt. 2011 | 2    | ETU Triathlon European Championship U23             | Eilat             | 02:08:03 | U23-Vizeeuropameisterin, hinter Alexandra Rasarjonowa                                                 |
| 2011          | 1    | RUS Triathlon National Championship U23             | Russland          |          | Triathlon-Staatsmeisterin U23                                                                         |
| 28. Aug. 2010 | 13   | ETU Triathlon European Championship U23             | Vila Nova de Gaia | 02:20:41 | U23-Europameisterschaft                                                                               |
| 10. Mai 2008  | 5    | ETU Triathlon European Championship Junior Women    | Lissabon          | 01:06:14 | Triathlon-Junioren-Europameisterschaft                                                                |

| Datum/Jahr    | Rang | Wettbewerb          | Austragungsort | Zeit     | Bemerkung |
| ------------- | ---- | ------------------- | -------------- | -------- | --------- |
| 19. März 2017 | 3    | Ironman 70.3 Taiwan | Kenting        | 04:19:41 |           |

| Datum/Jahr    | Rang | Wettbewerb                                   | Austragungsort | Zeit     | Bemerkung                           |
| ------------- | ---- | -------------------------------------------- | -------------- | -------- | ----------------------------------- |
| 27. Sep. 2008 | 11   | ITU Duathlon World Championship Junior Women | Rimini         | 01:05:59 | Junioren-Duathlon-Weltmeisterschaft |

| Datum/Jahr    | Rang | Wettbewerb                        | Austragungsort | Zeit     | Bemerkung               |
| ------------- | ---- | --------------------------------- | -------------- | -------- | ----------------------- |
| 14. Sep. 2016 | 1    | ITU Aquathlon World Championships | Cozumel        | 00:33:12 | Aquathlon-Weltmeisterin |

(DNF – Did Not Finish)